# Agenzia per i Trasporti Autoferrotranviari del Comune di Roma SpA

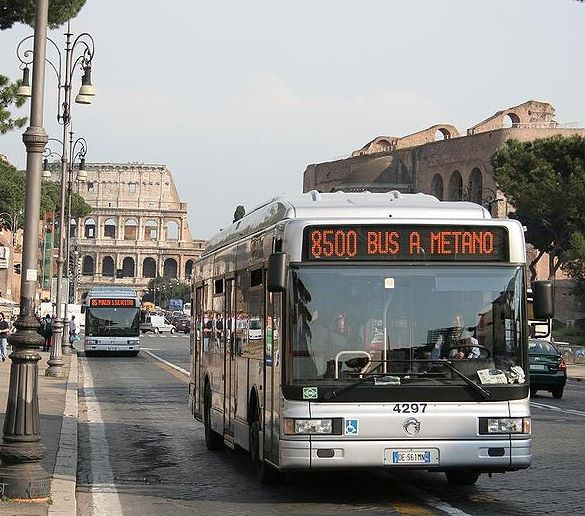
Een Romeinse bus in het centrum van Rome. Op de achtergrond het Colosseum. Deze bus rijdt op methaan.

Agenzia per i Trasporti Autoferrotranviari del Comune di Roma SpA (ATAC) is een overheidsinstelling die verantwoordelijk is voor de planning en ontwikkeling van openbaar vervoer en het ov-tariefsysteem in Rome. ATAC is opdrachtgever van de vervoerbedrijven Trambus (bus en tram) en Met.Ro. (metrovervoer).
Oorspronkelijk was ATAC het gemeentelijk vervoerbedrijf van Rome.